# Oscar Klement
Oscar Anton Carl Klement (Chomutov, 19 april 1897 – Lindenberg im Allgäu, 16 februari 1980) was een Sudeten-Duits lichenoloog en vegetatiekundige.

## Beschreven syntaxa
In de onderstaande lijst staan syntaxa waarvan Klement (co)auteur is en die een artikel op de Nederlandstalige Wikipedia hebben. Ze staan chronologisch gerangschikt per syntaxonomische rang.
Orden
- orde van gewoon landkaartmos – Rhizocarpetalia geographici Klem. 1949

Associaties
- associatie van kleine blauwkorst – Porpidietum crustulatae Duvign. ex Klem. 1947
- UV-mos-associatie – Psilolechietum lucidae Schade ex Klem. 1950
- citroenkorst-associatie – Flavoplacetum citrinae Beschel ex Klem. 1955
- dambordjes-associatie – Circinarietum contortae Kaiser ex Klem. 1955
- associatie van gelobde zeecitroenkorst – Flavoplacetum marinae Du Rietz ex Klem. 1955
- associatie van oranje dooiermos – Xanthorietum calcicolae Beschel in Klem. 1955